# Швајцарска на Летњим олимпијским играма 2016.
Швајцарска је учествовала на Летњим олимпијским играма 2016. које су одржане у Рио де Жанеиру у Бразилу од 5. до 21. августа 2016. године. Олимпијски комитет Швајцарске послао је 104 квалификованих спортиста у седамнаест спортова. Освојено је седам медаља од тога три златне. Бициклисти су освојили две медаље, а по једна освојена је у гимнастици, веслању, стрељаштву, тенису и триатлону.

## Освајачи медаља

### Злато
- Фабијан Канчелара — Бициклизам, хронометар
- Марио Гир, Симон Нипман, Симон Ширх, Лукас Трамер — Веслање, лаки четверац
- Нино Шуртер — Бициклизам, крос-кантри

### Сребро
- Тимеа Бачински, Мартина Хингис — Тенис, парови
- Никола Шпиринг — Триатлон, појединачно

### Бронза
- Хајди Дитхелм Герберг — Стрељаштво, 25м мк пиштољ
- Ђулија Штајнгрубер — Гимнастика, прескок

## Учесници по спортовима
| Спорт            | Мушкарци | Жене | Укупно |
| ---------------- | -------- | ---- | ------ |
| Атлетика         | 3        | 14   | 17     |
| Бадминтон        | 0        | 1    | 1      |
| Бициклизам       | 14       | 2    | 16     |
| Веслање          | 10       | 1    | 11     |
| Гимнастика       | 5        | 1    | 6      |
| Голф             | 0        | 2    | 2      |
| Једрење          | 6        | 3    | 9      |
| Кајак и кану     | 3        | 0    | 3      |
| Коњички спорт    | 5        | 2    | 7      |
| Мачевање         | 4        | 1    | 5      |
| Одбојка на песку | 0        | 4    | 4      |
| Пливање          | 3        | 5    | 8      |
| Синхроно пливање | -        | 2    | 2      |
| Стрељаштво       | 1        | 3    | 4      |
| Тенис            | 0        | 2    | 2      |
| Триатлон         | 2        | 2    | 4      |
| Џудо             | 2        | 1    | 3      |
| 17 спортова      | 58       | 46   | 104    |